# وزیر امور خارجه یونان
وزیر امور خارجه یونان (به یونانی: Υπουργός Εξωτερικών) یکی از مهمترین اعضای هیأت دولت یونان است که مسئولیت روابط خارجی جمهوری یونان را با دیگر کشورها داراست. وزیر امور خارجه کنونی نيكوس ديندياس از حزب اصلی راستگرای میانه دموکراسی نوین است.